# Первомайское (Первомайский район, Крым)
Первома́йское (до 1944 года Джурчи́; укр. Первомайське, крымскотат. Curçı, Джурчы) — посёлок городского типа в Крыму, центр Первомайского района Республики Крым и Первомайского сельского поселения (согласно административно-территориальному делению Украины — Первомайского поселкового совета Автономной Республики Крым).

## Население
| 1939  | 1959  | 1970  | 1979  | 1989  | 2001  |
| ----- | ----- | ----- | ----- | ----- | ----- |
| 878   | ↗2876 | ↗5200 | ↗7109 | ↗8853 | ↗9362 |
| 2009  | 2010  | 2011  | 2012  | 2013  | 2014  |
| ↘9096 | ↘9060 | ↘9019 | ↘9008 | ↘9001 | ↘8470 |
| 2021  |       |       |       |       |       |
| ↘7499 |       |       |       |       |       |

До Великой Отечественной войны Джурчи было одним из нескольких сёл степного Крыма, в которых жили эстонцы.

## История

### Джурчи в конце XVIII — начале XX вв.
Первое упоминание о деревне Джурчи обнаружены в «Описании города Перекопа и его уезда» 1798 года. Проживало тогда в ней 62 человека, а в начале XIX века здесь уже насчитывалось 152 жителя. Население деревни занималось земледелием и скотоводством.
На окраине Первомайского посёлка были найдены орудия труда бронзового века.
После Крымской войны 1853-1856 годов деревня Джурчи была заброшена, но уже в начале 60-х годов XIX века сюда переселились свыше 30 семей эстонских крестьян из Ярвамаского уезда. На 1886 год в деревне, согласно справочнику «Волости и важнѣйшія селенія Европейской Россіи», проживало 167 человек в 28 домохозяйствах, действовала лютеранская часовня и лавка. В начале XX века Джурчи входит в состав Перекопского уезда, население составляет 334 человека. Ближайшая железнодорожная станция (Воинка) находилась в 25 км от села, конная станция — в 12 км, а почтово-телеграфная — в 4 км.
С началом Первой мировой войны положение крестьян значительно ухудшилось, большая часть мужчин была призвана в армию.

### Посёлок в советское время
В конце января 1918 года в Джурчи пришла Советская власть, был организован ревком, председателем которого стал К. И. Высотин. В мае 1918 года немецкие войска оккупировали Джурчи, в конце ноября их сменили белогвардейцы, которых уже в апреле 1919 года выбили из села части Красной Армии.
В 1921 году деревня входила в Курман-Кемельчинский район Джанкойского уезда, в 1922—1924 годах в Джанкойский округ, а с 1924 года — в Джанкойский район. В 1921 году в Джурчи уже работала школа первой ступени. В начале 1922 года открыта библиотека. В октябре 1925 года в селе организовано сельскохозяйственное машинное товарищество. Знаковым событием для Джурчи стало появление в селе первого трактора «Фордзон-Путиловец». С его помощью были вспаханы земли членов товарищества и бедняков. С 1931 года укреплялось сельское хозяйство, увеличивается поголовье скота, появилась новая техника: трактора, комбайны, грузовые машины, построена водокачка, высажены сады и развивается огородничество. В село приезжают переселенцы с Украины.
В 1935 году Джурчи становится центром нового Лариндорфского района.
Постепенно начинает развиваться местная промышленность, так в 1938 году стали работать райпромкомбинат и пищекомбинат, 1 мая 1939 года была запущена электростанция, а в 1940 году начинает работать молокозавод.
С 1935 года начинает издаваться районная газета. В 1937 году начальную школу преобразовали в неполную среднюю. Построено новое здание, где начала работать средняя школа. В 1940-1941 учебном году здесь обучалось 482 ученика и работали 19 учителей.
В 1938 году колхозом построен дом культуры на 450 мест, который стал центром политической и культурной жизни Джурчи. При доме культуры были образованы духовой оркестр, джаз-оркестр, драмколлектив, также здесь показывались кинофильмы.
Начало Великой Отечественной войны вносит изменения в повседневную жизнь села. В ноябре 1941 года в районе Джурчи оборонительные бои вели части 95-й дивизии Красной Армии. Позже на братской могиле был сооружен обелиск. 28 ноября 1941 года Джурчи оккупирован немецкими войсками. Уцелевшие здания немецкие солдаты заняли под склады и конюшни, так дом культуры был превращен в мастерскую по ремонту танков, здание средней школы использовалось под конюшни. Часть жителей отправили на каторжные работы в Германию, оставшихся жителей села заставляли рыть окопы и выполнять другие работы.
В конце 1941 — начале 1942 года в районе возникли подпольные патриотические группы. Поначалу их деятельность сводилась к сбору оружия, но в апреле 1943 года разрозненные подпольные группы объединились в одну организацию, насчитывавшую более 100 человек. Во главе её стояли Н. Н. Пригарин, А. Ф. Цаплин, М. П. Нилов.
Весной 1943 года деятельность подпольщиков существенно активизировалась. Они установили связь с партизанами, которые действовали в старокрымских лесах. Подпольщики собирали для них сведения о расположении вражеских частей, штабов, зенитных батарей, складов, вели агитационную работу, а также снабжали продуктами. Благодаря информации подпольщиков советская авиация осенью 1943 года уничтожила фашистскую комендатуру в Джурчи.
Немецкой полиции удалось напасть на след подпольной организации и заслать в неё своего агента, в итоге в декабре 1943 г. были арестованы и после пыток расстреляны Н. Н. Пригарин, А. Д. Силин, М. П. Нилов, Н. Д. Игнатьев, А. С. Экшиян и многие другие. Оставшиеся на свободе подпольщики продолжали борьбу с фашистами вплоть до прихода частей Красной Армии. В честь подпольщиков в посёлке Первомайское названа улица (ул. Героев Подпольщиков).
12 апреля 1944 года части 87-й Краснознаменной Перекопской стрелковой дивизии освободили село.
В сентябре 1972 году останки советских солдат, погибших при обороне посёлка, были перезахоронены в центре посёлка. На братской могиле соорудили памятник в виде трёхфигурной скульптурной композиции, которая изображает матроса, солдата и лётчика, сплочённых в единую монолитную группу. Скульптор Э. А. Яблонская.
В июле 2000 года при прокладке газовой магистрали на окраине было обнаружено крупное захоронение боеприпасов времен Второй мировой войны.
Во время войны Джурчи был сильно разрушен, уничтожены животноводческие фермы, сельскохозяйственные земли были загрязнены и истощены. Ситуацию усугубила депортация крымских татар в декабре 1944 года, после чего село Джурчи было переименовано в Первомайское. За несколько послевоенных лет удалось восстановить разрушенные здания и запустить все предприятия.
В сельские районы Крыма прибывали переселенцы из западных областей Украины и центральных областей России, особенно Орловской и Курской. В 50-е годы в колхозе построили винзавод, 4 коровника, 2 овчарни, гараж, мастерские, моторонасосную станцию, склады, открыли ветеринарный пункт.
С 1959 года Первомайское является посёлком городского типа, насчитывающим десятки улиц, около 1200 зданий. Построены универмаг, 9 продовольственных магазинов, хозяйственный, мебельный, комиссионный, магазин спортивных товаров. Работали ресторан, столовая, кафе, гостиница, баня, прачечная, ателье индивидуального пошива одежды, телеателье, часовая мастерская. Медицинское обслуживание населения осуществляла больница на 125 коек, поликлиника, детская консультация, аптека, санэпидстанция.
В 1957 году в школе № 1 создан специализированный класс по садоводству и виноградарству. Здесь трудится 69 учителей, среди них Р. Ю. Валькман — кавалер ордена Ленина, Д. Г. Лошкарева — заслуженная учительница РСФСР. В школе создан музей В. И. Ленина.
В 1962 году в Первомайском открыт памятник В. И. Ленину.
В 1968 году построен второй детский сад на 140 мест (с 1998 в нём располагается Пенсионный фонд). В 1974 году построен третий детский сад.
Услугами районной библиотеки, в которой насчитывалось до 28 тыс. книг, пользовалось более 2,6 тыс. читателей. Издавалась районная газета «Вперед» (издается и сегодня), выпускалась радиогазета. На 1974 год жители посёлка выписали около 6,8 тыс. экземпляров газет и журналов.

## Динамика численности населения
- 1926 год — 343 чел. (213 эстонцев, 54 русских, 27 украинцев)
- 1939 год — 878 чел.[32]
- 1989 год — 8853 чел.[32]
- 2001 год — 9384 чел.[33]
- 2010 год — 9037 чел. (расчётная численность)[33]
- 2011 год — 9019 чел.

## Люди связанные с селом
- Гурин, Василий Иванович (1939—2018) — советский и украинский художник, народный художник Украины.
- Гибалов, Николай Григорьевич (1932—1998) — Комбайнёр колхоза «Знамя коммунизма», Герой Социалистического Труда.